# Medelby
Medelby er en landsby og kommune beliggende på gesten omtrent 20 km vest for Flensborg i det nordlige Sydslesvig og tæt ved den dansk-tyske grænse. Administrativt hører kommunen under Kreis Slesvig-Flensborg i den tyske delstat Slesvig-Holsten. Kommunen samarbejder på administrativt plan med andre kommuner i omegnen i Skovlund kommunefællesskab (Amt Schafflund).
Landsbyen ligger på hedeegnen, hvor jorderne er sandede og mindre frugtbare. Nord for Medelby ligger Bøgslund Krat (Böxlund Eichenkrat), et lille skovparti. De flade engarealer mod syd er efterhånden omdannet til landbrugsjord med en række vandløb (såsom Horsbæk, Langvad, Nyensgrav).
Medelby er første gang nævnt 1443. Stednavnet er afledt af gammeldansk methæl (oldnordisk meðal) og hentyder til landsbyens placering mellem Østerby i øst og Vesby i vest. På sønderjysk udtales stednavnet Mælby.
Landsbyen er sogneby i Medelby Sogn. Sognet lå i Kær Herred (Tønder Amt, Sønderjylland), da området tilhørte Danmark. Medelby Kirke er viet til Sankt Matthæus og er en romansk stenkirke fra 1200. I byen findes desuden en hollændervindmølle fra 1884.
Medelby nævnes i et lokalt folkesagn, som omhandler to kæmper, som var i færd med at bygge kirkerne i Medelby og Store Vi. Da de kun havde en hammer, kastede de den skiftevis til hinanden. Derved kom de til at beskadige kirken i nabobyen Valsbøl.
Medelby har både en dansk og en tysk skole.